# Landesregierung Gleißner VI
Die Landesregierung Gleißner VI unter Landeshauptmann Heinrich Gleißner (ÖVP) bildete die Oberösterreichische Landesregierung während der XVIII. Gesetzgebungsperiode des Oberösterreichischen Landtags vom 19. November 1955 bis zum 16. November 1961. Der Landesregierung Gleißner VI folgte die Landesregierung Gleißner VII nach.
Durch die starken Verluste der Freiheitlichen Wahlgemeinschaft bei der Landtagswahl 1955, die 1949 noch als Wahlpartei der Unabhängigen (WdU) angetreten war, schied die Partei wieder aus der Regierung aus. Die beiden Regierungssitze der WdU fielen der Österreichischen Volkspartei (ÖVP) und der Sozialdemokratischen Partei Österreichs (SPÖ) zu. Die ÖVP stellte in der Folge fünf der neun Regierungsmitglieder, die SPÖ erstmals in der 2. Republik vier Regierungsmitglieder. Das SPÖ-Regierungsteam blieb gegenüber der Vorgängerregierung Gleißner V unverändert, den zusätzlichen Regierungssitz nahm Stefan Demuth ein. In der ÖVP wurde nach dem Ausscheiden des Landeshauptmann-Stellvertreters Felix Kern am Ende der vorangegangenen Gesetzgebungsperiode der bisherige Landesrat Johann Blöchl zum Landeshauptmann-Stellvertreter gewählt. Als zusätzliche Landesräte kamen 1955 Theodor Pritsch und Erwin Wenzl in die Regierung. Während der Gesetzgebungsperiode kam es zu keinen Änderungen in der Zusammensetzung der Landesregierung.

## Regierungsmitglieder
| Amt                            | Name              | Partei | Zuständigkeitsbereiche |
| ------------------------------ | ----------------- | ------ | ---------------------- |
| Landeshauptmann                | Heinrich Gleißner | ÖVP    |                        |
| Landeshauptmann-Stellvertreter | Ludwig Bernaschek | SPÖ    |                        |
| Landeshauptmann-Stellvertreter | Johann Blöchl     | ÖVP    |                        |
| Landesrat                      | Hermann Kletzmayr | ÖVP    |                        |
| Landesrat                      | Theodor Pritsch   | ÖVP    |                        |
| Landesrat                      | Erwin Wenzl       | ÖVP    |                        |
| Landesrat                      | Stefan Demuth     | SPÖ    |                        |
| Landesrat                      | Rudolf Kolb       | SPÖ    |                        |
| Landesrat                      | Franz Plasser     | SPÖ    |                        |